# Пролетарка (Ростовська область)
Пролетарка — хутір, адміністративний центр Пролетарського сільського поселення Красносулинського районіу Ростовської області.
Населення — 1026 осіб (2010 рік).

## Історія
Хутір Колпаков засновано підполковником Гаврилом Єрофейовичом Колпаковим (нар. 1733 року) 1798 року. Перешими поселенцями були сім'ї Харченко, й Сулименко. У середине 19 сторіччя він називався Гаврилівський.
На 1848 рік тут було 35 дерев'янних садіб, 107 осіб. На початку 1850-их років за допомогою солдат українських мешканців було переселено на річку Кринка Міуського округа, де був дрібний щебінь й синій камінь, тільки в деяких місцях покритий тонким шаром землі та були порізані глинистими балками і солончаками. Хутір Гаврилівський включили до Новочеркаського юрту й у 1862 році почали заселяти донськими козаками. Його перейменували на Олександрівськ-Кундрючий хутір. Колишні українські селяни повертаюся на хутір.
За переписом 1873 року на хуторі налічувалося 94 дворів, мешкало 660 осіб (334 чоловіки та 326 жінок); у господарстві було: 61 плугів, 117 коней, 271 пар волів, 560 голів великої рогатої худоби, 96 вівці.
За переписом 1897 року на Олександрівський-Кундрюченському хуторі налічувалося 170 дворів, мешкало 1054 осіб (534 чоловіки й 520 жінок); за станами: козаки — 81 осіб, селян — 796 осіб, міщан — 177 осіб, а також особи, що мешкали у Новочеркаську й мають на хуторі землі.
Отаманами Олександровськ-Кундрюченського хутору були: 1880-і роки — Карташов, у 1890-і роки О. С. Кундрюков; 1900—1902 — Олександр Іванович Двухменов, 1903—1910 — урядник ЯкІв Иванович Багаєвський, 1911—1912 — Дмитро Васильович Табунщиков, 1912—1913 — козак С. Десятников, 1914—1917 — козак С. Кундрюков.
У 1913 році у Олександрівськ-Кундрюченському хуторі (разом з селищем Малозвіревським) налічувалося 194 двір, придатної землі 6176 десятки, мешкало 1117 осіб (564 чоловіки та 553 жінки), у хуторі були водяний й вітряний млини, кінно-ручна олійниця, 4 бакалійних й мануфактурних лавки з продажу спиртних напоїв. Вниз до річки в одному ряду розташовувалися хутірське правління й торгові лавки.
Більшовики взяли хутір під контроль тільки у січні 1920 року. За Першої світової війни та Російської громадянської війни загинуло 150 хуторян.
1923 року хутір перейменовано на Пролетарка.
1930 року тут було створено колгосп імені комбрига Григорія Мироненка (уродженець Малої Гнилуши). У кінці 1930-х років колгосп перейменовано на «Красний маяк».
За німецько-радянської війни загинуло 60 хуторян.

## Географія
Пролетарка положена на правому березі річки Кундрюча, на трасі М-4 «Дон».

### Вулиці
| - вул. Александровська, - вул. Весела, - вул. Зарічна, - вул. Зелена, - вул. Колгоспна, - вул. Миру, - вул. Молодіжна, - вул. Набережна, - вул. Перемоги, - вул. Садова, - вул. Радянська, - вул. Цветниної, | - пров. Балковий, - пров. Колодязний, - пров. Комсомольський, - пров. Мостовий, - пров. Степовий, - пров. Трудовий, - пров. Центральний, - пров. Шкільний. |